# أناتولي يفتوشينكو

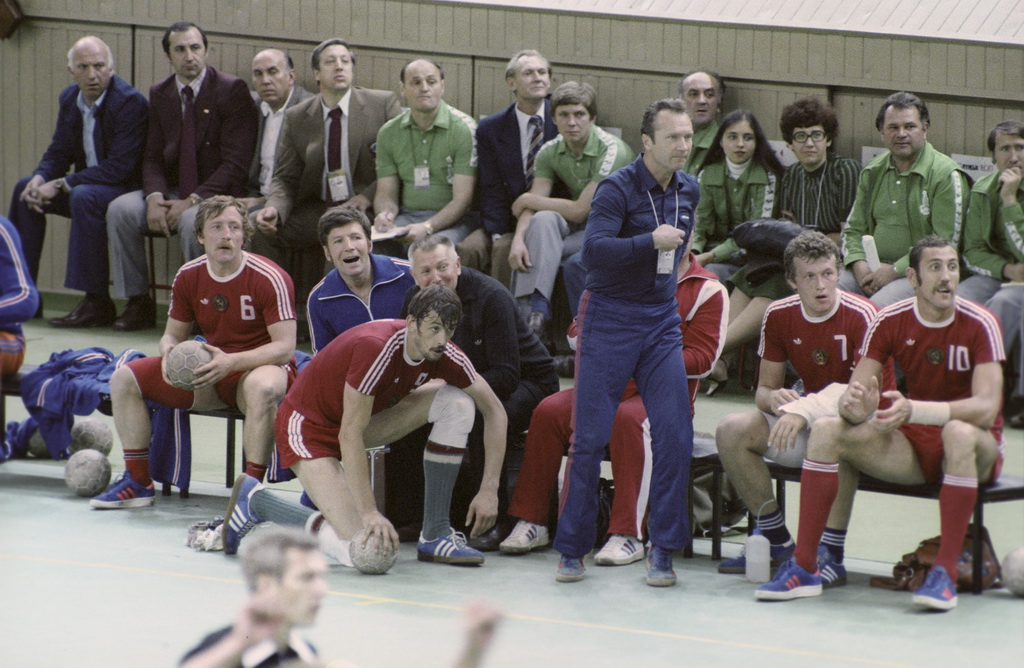
يفتوشينكو (واقف) في أولمبياد موسكو عام 1980 (مباراة الاتحاد السوفيتي ضد رومانيا)

أناتولي نيكولايفيتش يفتوشينكو (بالروسية: Анатолий Николаевич Евтушенко) (ولد في 1 سبتمبر 1934، هورليفكا) هو لاعب ومدرب كرة يد سوفيتي سابق. كلاعب، حقق بطولة الاتحاد السوفيتي، وفاز مرتين بالميدالية الفضية.
أما كمدرب، فقد قاد فريق «إن سي إم إيه آي» إلى الفوز ببطولة الدوري السوفيتي ست مرات (1968، 1970، 1971، 1972، 1974، 1975)، وحصل على الوصافة سبع مرات (1969، 1973، 1976، 1977، 1978، 1979، 1980)، كما حقق المركز الثالث مرة واحدة (1987).

## مسيرته
في عام 1968، فاز منتخب الاتحاد السوفيتي الطلابي، تحت قيادته، ببطولة العالم. ومن 1969 حتى 1990، تولى تدريب منتخب الاتحاد السوفيتي لكرة اليد للرجال، حيث حصل الفريق على الميدالية الذهبية الأولمبية في كرة اليد في الألعاب الأولمبية الصيفية 1976 في مونتريال وكرة اليد في الألعاب الأولمبية الصيفية 1988 في سيول، والميدالية الفضية في كرة اليد في الألعاب الأولمبية الصيفية 1980 في موسكو. كما فاز المنتخب بكأس العالم عام بطولة العالم لكرة اليد للرجال 1982، وحصل على الميدالية الفضية في بطولة العالم لكرة اليد للرجال 1978 وبطولة العالم لكرة اليد للرجال 1990.
بعد انهيار الاتحاد السوفيتي، عمل في نادي تسف ميليبرتشوفن بألمانيا. وخلال عمله في الكويت، قاد المنتخب الوطني إلى الفوز ببطولة آسيا والتأهل إلى أولمبياد 1996. كما عمل في النمسا مع نادي هابو نيدر أوستررايش والمنتخب الوطني للسيدات.

## مدرب مُكرَّم
في عام 1976، حصل على لقب «مدرب مُكرَّم» في الاتحاد السوفيتي، وفي الوقت نفسه مُنح الميدالية الذهبية للجنة الرياضة في الاتحاد بعنوان «أفضل مدرب في البلاد».

## روابط خارجية
- أ. ن. يفتوشينكو في الموسوعة الأولمبية